# Ablemma kaindi
Espèce
Ablemma kaindi est une espèce d'araignées aranéomorphes de la famille des Tetrablemmidae.

## Distribution
Cette espèce est endémique de Nouvelle-Guinée.

## Liste des sous-espèces
Selon World Spider Catalog (31 mai 2014) :
- Ablemma kaindi avios Lehtinen, 1981
- Ablemma kaindi kaindi Lehtinen, 1981

## Publication originale
- Lehtinen, 1981 : Spiders of the Oriental-Australian region. III. Tetrablemmidae, with a world revision. Acta Zoologica Fennica, vol. 162, p. 1-151.